# Pseudophilotes baton
Pseudophilotes baton är en fjärilsart som beskrevs av Johann Andreas Benignus Bergsträsser 1779. Pseudophilotes baton ingår i släktet Pseudophilotes och familjen juvelvingar. IUCN kategoriserar arten globalt som livskraftig. Inga underarter finns listade.

## Bildgalleri

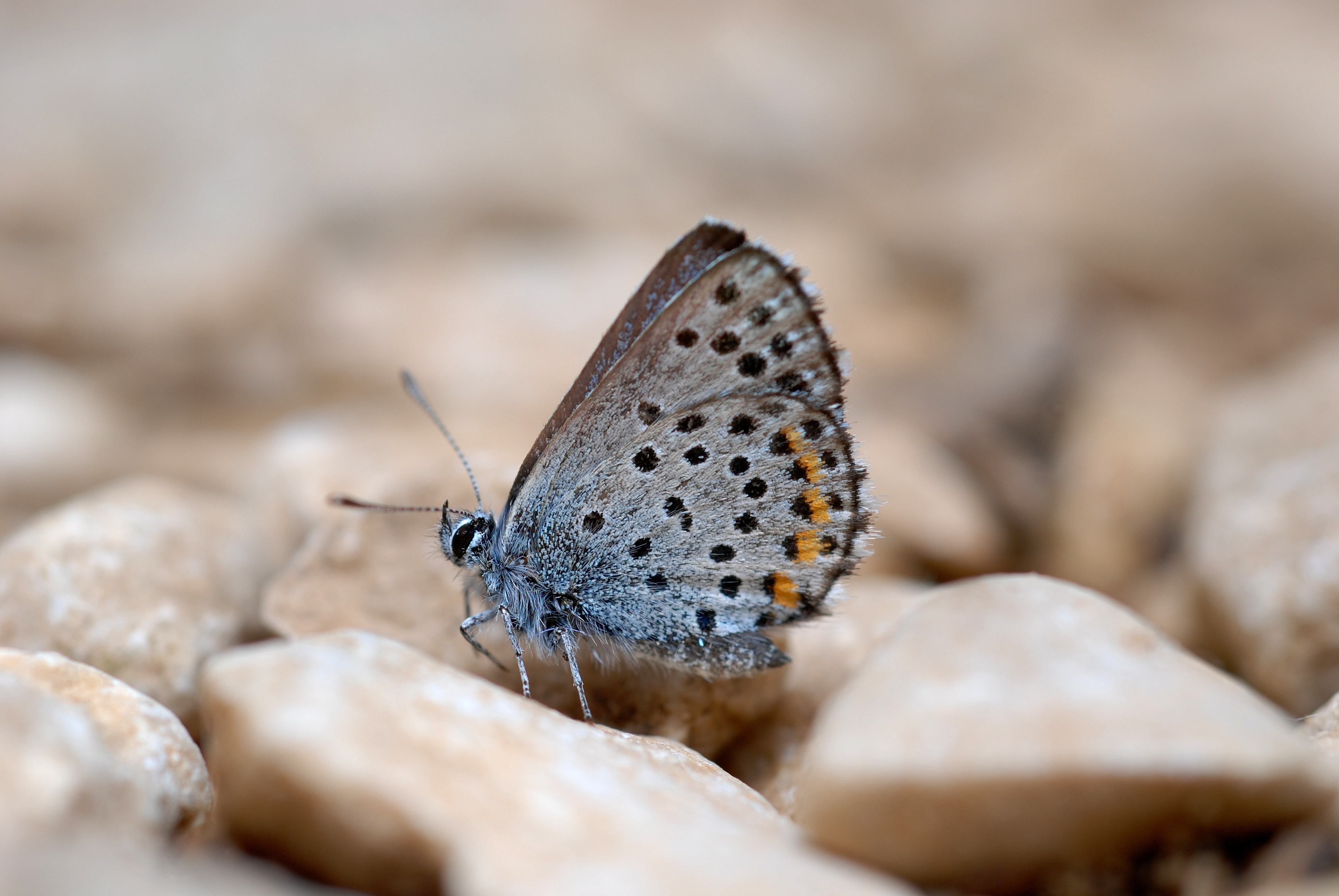